# Renault R23
A Renault R23 egy Formula–1-es autó, amelyet a 2003-as Formula–1-es szezonban versenyeztetett a Renault csapat. Pilótái Jarno Trulli és Fernando Alonso voltak, utóbbi a British American Racinghez távozó Jenson Button helyére érkezett.

## Tervezés és fejlesztés
A kasztnit Mike Gascoyne, Bob Bell, Tim Densham és John Iley tervezte, az autó tervezését és gyártását Pat Symonds felügyelte, mint a műszaki igazgató, a motortervezést pedig Jean-Jacques His vezette.
A Renault innovatív megoldásokat használt a fejlesztésnél, mint például a 111°-os szöget bezáró RS23-as V10-es motor, amelyet azért terveztek így, hogy lejjebb kerülhessen az autó tömegközéppontja, és ezáltal jobb legyen az autó kezelhetősége. Ez végül túlságosan megbízhatatlannak és nehéznek bizonyult, ezért a Renault a következő évi R24-es motorral visszatért a 72 fokos kialakításhoz.
A Renault R23B névre keresztelt "B specifikációjú" autó a brit nagydíjon debütált, és a 2003-as szezon hátralévő részében használták.

## Az évad
A Renault R23 hivatalos ünnepségen mutatkozott be a svájci Luzernben 2003 januárjában. Ezen a bemutatkozáson megerősítették, hogy a Mild Seven továbbra is a csapat főszponzora marad. Alig néhány nappal később a Renault csapat újra bemutatta az autót a franciaországi Paul Ricard versenypályán. A kettős bemutatót a Mild Seven márkanevének szerepeltetése okozta az autókon, ami Franciaországban tilos, viszont a szponzornak a Renault ezt ígérte. Ezen a napon Trulli és Alonso is több kört tett meg vele. A szezon előtti tesztek során többek között a korábbi Toyota-pilóta, a Renault tartalékpilótájává vált Allan McNish is részt vett. Az előszezont követően a technikai csapat, beleértve Pat Symondsot is, elégedett volt a fejlődéssel.
A szezon jól indult, mindkét pilóta pontot szerzett az ausztrál nagydíjon. Alonso az új pontrendszer alapján két pontot szerzett a hetedik helyével. A következő, malajziai futamon Alonso megszerezte a pole pozíciót. Alonso volt akkoriban a legfiatalabb pilóta és az első spanyol, aki pole pozíciót szerzett az F1-ben. A versenyen a harmadik helyen végzett, megszerezve első dobogós helyezését is a Formula–1-ben.
A szezon harmadik futamán, Brazíliában Alonso ismét a harmadik helyet szerezte meg. A kaotikus nagydíjon azonban ezt egy súlyos baleset után biztosította be, amelyet egy korábbi baleset törmelékei okoztak, amelyet Mark Webber okozott a Jaguarral. Míg Trulli formája az R23-asban kezdett megingani, Alonso továbbra is lenyűgöző volt, rendszeresen szerzett pontokat, és karrierje legjobb második helyét szerezte meg hazai versenyén, spanyol nagydíjon. A francia nagydíjon történt kettős kiesését követően a Renault a brit nagydíjra bemutatta az R23B specifikációjú autót, amely az eredeti R23-as aerodinamikai fejlesztése volt. Jarno Trulli ezzel egy harmadik dobogós helyezést ért el alig néhány héttel később Németországban.
A magyar nagydíj jelentős esemény volt a csapat számára: Fernando Alonso nyerte meg a versenyt, ezzel minden idők legfiatalabb futamgyőztese lett, rekordját a 2008-as olasz nagydíjon döntötte meg Sebastian Vettel. Amellett, hogy Alonso volt a történelem első spanyol pilótája, aki futamot nyert, Alain Prost óta a csapat első győzelmét is megszerezte az 1983-as osztrák nagydíj után teljes jogú konstruktőrként és az 1997-es luxemburgi nagydíj után motorszállítóként.
A szezon utolsó három futamán Alonso egy pontot szerzett és kétszer kiesett, míg csapattársa, Trulli további két pontszerző helyezést ért el az R23B-vel.
A csapat az idényt konstruktőri negyedikként zárta.

## Eredmények
| Év   | Csapat  | Kasztni | Motor        | Gumik | Pilóták         | 1   | 2   | 3   | 4   | 5   | 6   | 7   | 8   | 9   | 10  | 11  | 12  | 13  | 14  | 15  | 16  | Pontok | Helyezés |
| ---- | ------- | ------- | ------------ | ----- | --------------- | --- | --- | --- | --- | --- | --- | --- | --- | --- | --- | --- | --- | --- | --- | --- | --- | ------ | -------- |
| 2003 | Renault | R23     | Renault RS23 | M     |                 | AUS | MAL | BRA | SMR | ESP | AUT | MON | CAN | EUR | FRA | GBR | GER | HUN | ITA | USA | JPN | 88     | 4.       |
| 2003 | Renault | R23     | Renault RS23 | M     | Jarno Trulli    | 5   | 5   | 8   | 13  | KI  | 8   | 6   | KI  | KI  | KI  |     |     |     |     |     |     | 88     | 4.       |
| 2003 | Renault | R23     | Renault RS23 | M     | Fernando Alonso | 7   | 3   | 3   | 6   | 2   | KI  | 5   | 4   | 4   | KI  |     |     |     |     |     |     | 88     | 4.       |
| 2003 | Renault | R23B    | Renault RS23 | M     | Jarno Trulli    |     |     |     |     |     |     |     |     |     |     | 6   | 3   | 7   | KI  | 4   | 5   | 88     | 4.       |
| 2003 | Renault | R23B    | Renault RS23 | M     | Fernando Alonso |     |     |     |     |     |     |     |     |     |     | KI  | 4   | 1   | 8   | KI  | KI  | 88     | 4.       |